# Napier Sabre
O Napier Sabre foi um motor britânico em H de 24 cilindros, refrigerado a líquido, com válvula de manga, desenvolvido pelo Major Frank Halford durante os anos 30 e construído pela Napier & Son durante a Segunda Guerra Mundial. Este motor aeronáutico ficou famoso por ser o motor usado em aviões famosos como o Hawker Tempest e o Hawker Typhoon. O motor acabou por evoluir e tornar-se num dos mais poderosos motores a pistão para aviões, evoluindo de 2200 cavalos de potência para 3500.

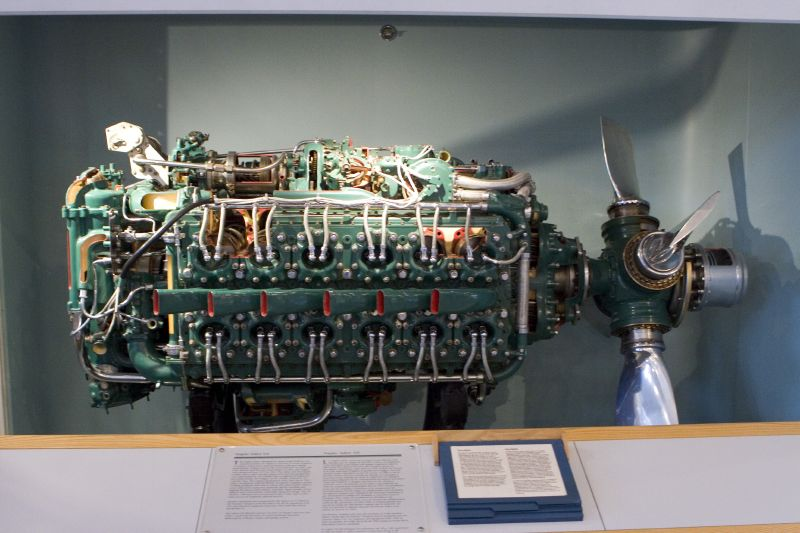
Um Napier Sabre original em exposição

A primeira aeronave a ser alimentada por este motor foi o Napier-Heston Racer, que foi desenvolvido para quebrar o recorde mundial de velocidade. Outras aeronaves a usar o motor foram o Blackburn Firebrand, o Martin-Baker MB 3 e o Hawker Fury. A rápida introdução de motores a jato depois da guerra fez com que o Napier Sabre rapidamente fosse colocado de lado, havendo cada vez menos necessidade e intenções de produzir aeronaves com motor a pistão.